# Musée d’Art et d’Histoire de Melun

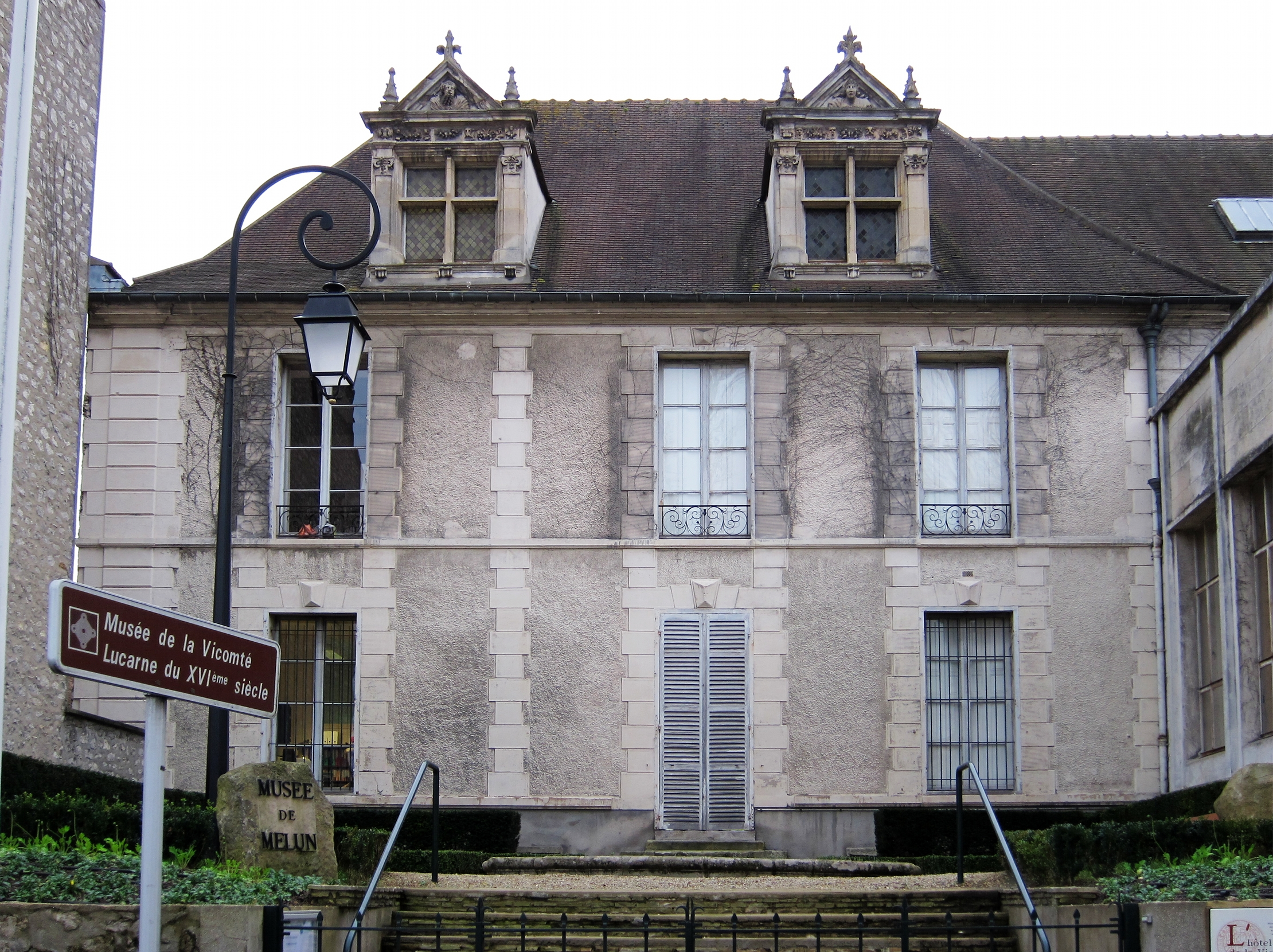
Das Museumsgebäude

Das Musée d’Art et d’Histoire de Melun ist ein Kunst- und Geschichtsmuseum in Melun im französischen Département Seine-et-Marne.
Das 1860 gegründete Museum ist im Hôtel de la Vicomté untergebracht, einem ehemaligen Hôtel particulier des 17. Jahrhunderts, das im 19. und 20. Jahrhundert durch Anbauten erweitert wurde. Neben der Ausstellung zur Stadtgeschichte zeigt es Gemälde und Skulpturen von Künstlern des 17. bis 19. Jahrhunderts, darunter Henri Chapu (1833–1891), Eugène Godin (1823–1887) und Jules Lefebvre (1836–1911).
Seit 1991 besteht ein Verein der Freunde des Museums.